# Filip Král
Filip Král, född 20 oktober 1999, är en tjeckisk professionell ishockeyback som är kontrakterad till Toronto Maple Leafs i National Hockey League (NHL) och spelar för Toronto Marlies i American Hockey League (AHL).
Han har tidigare spelat för HC Kometa Brno i Extraliga och Spokane Chiefs i Western Hockey League (WHL).
Král draftades av Toronto Maple Leafs i femte rundan i 2018 års draft som 149:e spelare totalt.

## Statistik
| 2016–2017        | HC Kometa Brno           | Extraliga        | 23  | 0  | 2  | 2   | 2  | 5  | 0 | 0 | 0 | 0 |
|                  | SK Horácká Slavia Třebíč | 1.chl            | 12  | 1  | 1  | 2   | 6  | —  | — | — | — | — |
| 2017–2018        | HC Kometa Brno           | Extraliga        | 4   | 0  | 0  | 0   | 0  | —  | — | — | — | — |
|                  | SK Horácká Slavia Třebíč | 1.chl            | 3   | 0  | 0  | 0   | 2  | —  | — | — | — | — |
|                  | Spokane Chiefs           | WHL              | 54  | 9  | 26 | 35  | 24 | 5  | 0 | 0 | 0 | 0 |
| 2018–2019        | Spokane Chiefs           | WHL              | 47  | 10 | 26 | 36  | 14 | 12 | 0 | 2 | 2 | 4 |
| 2019–2020        | Spokane Chiefs           | WHL              | 53  | 12 | 37 | 49  | 8  | —  | — | — | — | — |
| 2020–2021        | HC Kometa Brno           | Extraliga        | 48  | 6  | 15 | 21  | 12 | 9  | 1 | 5 | 6 | 4 |
|                  | HC Zubr Přerov           | 1.chl            | 7   | 2  | 8  | 10  | 4  | —  | — | — | — | — |
|                  | Toronto Marlies          | AHL              | 10  | 2  | 0  | 2   | 0  | —  | — | — | — | — |
| 2021–2022        | Toronto Marlies          | AHL              | 58  | 3  | 18 | 21  | 24 | —  | — | — | — | — |
| 2022–2023        | Toronto Maple Leafs      | NHL              | 2   | 0  | 0  | 0   | 2  | —  | — | — | — | — |
|                  | Toronto Marlies          | AHL              | 3   | 0  | 0  | 0   | 0  | —  | — | — | — | — |
| NHL totalt       | NHL totalt               | NHL totalt       | 2   | 0  | 0  | 0   | 2  | —  | — | — | — | — |
| Extraliga totalt | Extraliga totalt         | Extraliga totalt | 75  | 6  | 17 | 23  | 14 | 14 | 1 | 5 | 6 | 4 |
| AHL totalt       | AHL totalt               | AHL totalt       | 71  | 5  | 18 | 23  | 24 | —  | — | — | — | — |
| WHL totalt       | WHL totalt               | WHL totalt       | 154 | 31 | 89 | 120 | 46 | 17 | 0 | 2 | 2 | 4 |

### Internationellt
| Källa: Uppdaterad: 2022-10-31 | Källa: Uppdaterad: 2022-10-31 | Källa: Uppdaterad: 2022-10-31 |         | Utv = Utvisningsminuter | Utv = Utvisningsminuter | Utv = Utvisningsminuter | Utv = Utvisningsminuter | Utv = Utvisningsminuter |
| År                            | Lag                           | Mästerskap                    | Matcher | Mål                     | Assists                 | Poäng                   | Utv                     |                         |
| ----------------------------- | ----------------------------- | ----------------------------- | ------- | ----------------------- | ----------------------- | ----------------------- | ----------------------- | ----------------------- |
| 2016                          | Tjeckien                      | Ivan Hlinka                   | 5       | 0                       | 0                       | 0                       | 2                       |                         |
| 2017                          | Tjeckien                      | U18-VM                        | 5       | 1                       | 1                       | 2                       | 0                       |                         |
| 2019                          | Tjeckien                      | JVM                           | 7       | 1                       | 0                       | 1                       | 2                       |                         |
| 2022                          | Tjeckien                      | JVM                           | 5       | 1                       | 0                       | 1                       | 2                       |                         |
| Junior totalt                 | Junior totalt                 | Junior totalt                 | 22      | 3                       | 1                       | 4                       | 6                       |                         |